# Claudio Lostaunau
Claudio Lostaunau Bravo – parfois orthographié Lostanau (Lima, 1er mars 1939 – Monterrey, 21 novembre 2016) – est un joueur et entraîneur péruvien de football.
Surnommé El Maestro « le maître », ce milieu de terrain cérébral est considéré comme l'une des grandes idoles à la fois du CF Monterrey et du Deportivo Toluca, tous deux au Mexique, pays où il a effectué la quasi-totalité de sa carrière.

## Biographie

### Carrière de joueur

#### En club
Révélé au poste de milieu de terrain au sein du Deportivo Municipal à la fin des années 1950, Claudio Lostaunau est repéré par Mario Castillejos, dirigeant du CF Monterrey, qui le fait venir au Mexique en 1960. Il joue pour les Rayados de Monterrey jusqu'en 1965 avant de signer pour le Deportivo Toluca. 
C'est au sein de ce dernier club qu'il atteint la consécration en étant le maître à jouer de l'équipe du Toluca championne du Mexique lors de la saison 1966-67. Revenu au CF Monterrey, il y reste jusqu'en 1969. Il signe ensuite pour le CF Laguna (où il joue durant quatre saisons) avant de mettre un terme à sa carrière de footballeur en jouant pour le Club Jalisco lors de la saison 1973-1974.

#### En équipe nationale
Convoqué par le sélectionneur György Orth, Claudio Lostaunau fait partie de l'effectif du Pérou disputant le Championnat sud-américain de 1959 en Argentine. Il n'y joue qu'un match, face au Chili, le 21 mars 1959 (1-1).

### Carrière d'entraîneur
Claudio Lostaunau commence sa carrière d’entraîneur sur le banc des Tigres UANL et remporte la Coupe du Mexique en 1975. En 1977-78, il entraîne l’Atlas FC mais ne peut sauver le club de la relégation.
Il revient à Tigres UANL en 1980 et perd en finale du championnat du Mexique face à Cruz Azul. On le retrouve une dernière fois comme entraîneur à la tête du CF Monterrey en 1997.

### Décès
Lostaunau décède dans son domicile à Monterrey, le 21 novembre 2016, à l’âge de 77 ans.

## Palmarès

### Palmarès de joueur
| CF Monterrey - Coupe du Mexique : - Finaliste : 1964. |  | Deportivo Toluca - Championnat du Mexique (1) : - Champion : 1967. |

### Palmarès d'entraîneur
Tigres UANL
- Coupe du Mexique (1) :
  - Vainqueur : 1975.

- Championnat du Mexique :
  - Vice-champion : 1980.